# Мюрю

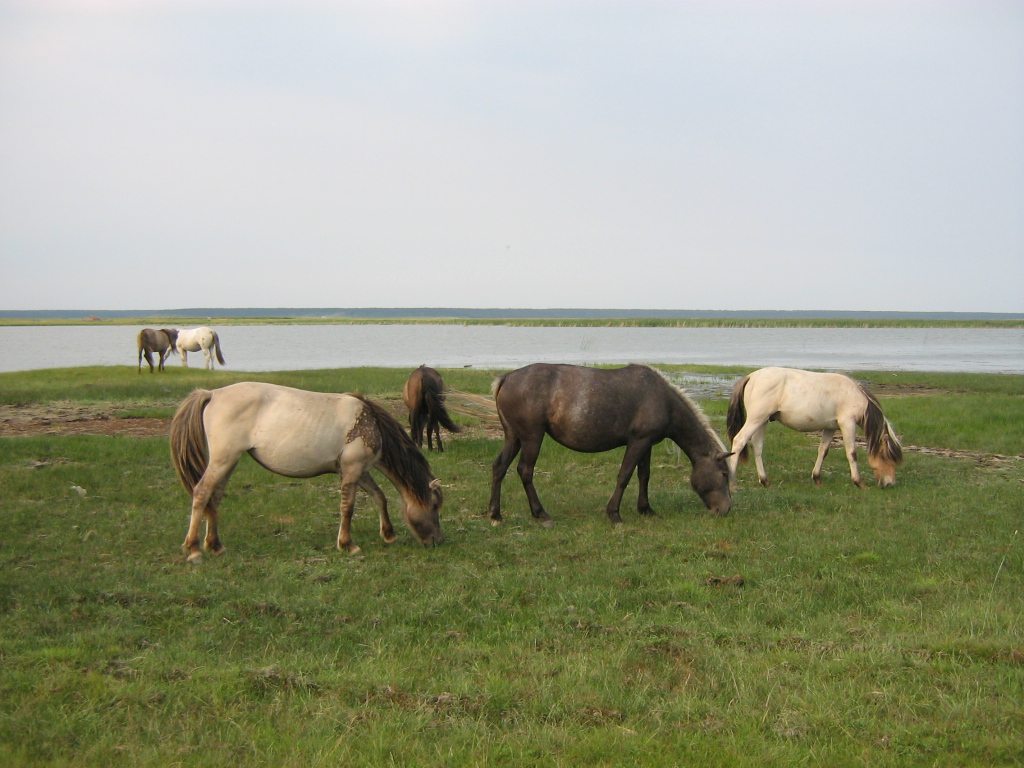
Лошади на берегу озера Мюрю

Мюрю́ (якут. Мүрү) — алас в Усть-Алданском улусе Якутии, самый большой алас в мире.
Общая площадь территории составляет около 59,075 км². Периметр аласа — 41 км, наибольшая длина (с востока на запад) — 13,2 км, ширина в различных местах колеблется от 3 до 9,6 км (Саввинов Д. Д. и др., 2008). Алас Мюрю расположен между реками Лена и Алдан  в заречной зоне республики, входит в зону Лено-Амгинского междуречья. Здесь размещается административный центр Усть-Алданского улуса — село Борогонцы. В аласе расположены 3 наслега: Мюрюнский наслег, Хоринский наслег и Хоринский 1 наслег.

## Рельеф
Характерный для аласов, окружён былларами и балджерахами. Происхождение термокастровое, высота береговых уступов составляет 20-25 метров. Внутри аласа расположено озеро Мюрю, имеющее тенденцию к пересыханию и сокращению площади водной поверхности. На южной стороне аласа образовалось искусственное водохранилище за счёт переливания воды с реки Лена.
Алас Мюрю образовался слиянием 12 или 13 мелких озёр. Мюрю чаще других аласов Якутии упоминается в записках путешественников.
В 2002 году в Мюрю провели 73-километровый водовод от реки Лены и заполнили речной водой обмелевшее природное озеро

## Климат
Среднегодовая температура в Мюрю — −11,5 °C, а абсолютный минимум — −62 °C. Продолжительность безморозного периода — 78 дней. Осадков выпадает 262 мм в год. Климат резко континентальный.

## Почва
Алас Мюрю содержит все главные типы почв, формирующихся на открытом пространстве в условиях засушливого климата Лено-Амгинского междуречья.. Почва аласа Мюрю мерзлотная, палевая, осолоделая, суглинистая, сильно-щелочная, с сульфадно-хлоридным типом засоления. Толщина мерзлотного слоя - 400 метров.

## Растительность
Алас обрамлён берёзово-лиственничным лесом, богатым брусникой, разнотравьем, мхом. Тип леса — лиственнично-брусничный и лиственно-кустарничковый. Алас в основном разнотравно-злаковый, произрастают: лапчатка прилистниковая, бескильница, ячмень короткоостистый, лисохвост, полынь якутская, соссюрея, пырей и другие.

## Животный мир
Полёвки, ондатра, лесная мышь, косуля, заяц-беляк; из птиц: шилохвост, бекас, полевой жаворонок, степной конёк, дрозд-рябинник, чибис, чёрная ворона, коршун и другие.